# Parafia cywilno-wojskowa Najświętszej Maryi Panny Królowej Polski w Kielcach
Parafia cywilno-wojskowa Najświętszej Maryi Panny Królowej Polski w Kielcach – parafia rzymskokatolicka w Kielcach.
Należy do dekanatu Kielce-Śródmieście diecezji kieleckiej oraz Dekanacie Wojsk Specjalnych Ordynariatu Polowego Wojska Polskiego (do roku 2012 parafia należała do Krakowskiego Dekanatu Wojskowego).  Mieści się przy ulicy Chęcińskiej.
Założona 6 grudnia 1987 roku (jako cywilna) i w 1993 (jako wojskowa). Jest obsługiwana przez księży diecezjalnych.